# L'Idiot (film, 1946)
Pour les articles homonymes, voir Idiot.
Pour plus de détails, voir Fiche technique et Distribution.
L’Idiot est un film français de 1946 de Georges Lampin avec Gérard Philipe et Edwige Feuillère. Il est une adaptation du roman L'Idiot de Dostoïevski.
Évocation de la vie du prince Muichkine.

## Fiche technique
- Réalisation : Georges Lampin, assisté de Rodolphe Marcilly
- Scénario, adaptation et dialogues : Charles Spaak d'après Fiodor Dostoïevski
- Décors : Léon Barsacq, assisté de Robert Clavel
- Costumes : Marcel Escoffier
- Photographie : Christian Matras
- Musique : Maurice Thiriet
- Production : Sacha Gordine - Films Sacha Gordine
- Format :  Noir et blanc - 1,37:1 - 35 mm - Son mono
- Genre : Drame
- Durée : 95 minutes
- Date de sortie : 
  - France - 20 novembre 1946
- Visa d'exploitation : 1937
- Affiches : Bernard Lancy, Michel Landi, Jean-René Poissonnié

## Distribution
- Gérard Philipe : Le prince Muichkine
- Edwige Feuillère : Nastassia Filipovna
- Lucien Coëdel : Parfione Sémionovitch Rogojine
- Marguerite Moreno : La générale Elisabeth Prokovievna Epantchine
- Maurice Chambreuil : Le général Ivan Fedorovitch Epantchine
- Nathalie Nattier : Aglaé Ivanovna Epantchine
- Jean Debucourt : Afanassi Ivanovitch Totski
- Sylvie : Madame Ivolguine
- Félicien Tramel : Ivolguine
- Michel André : Gania Ivolguine
- Jane Marken : Daria Alexievna
- Roland Armontel : Lebediev
- Élisabeth Hardy : Sophie Ivolguine
- Janine Viénot : Sophie (Varka dans le roman)
- Mathilde Casadesus : Adelaïde Epantchine